# Денис Истомин
Денис Олегович Истомин (узб. Denis Olegovich Istomin; рођен 7. септембра 1986. у Оренбургу, СССР) је узбекистански тенисер руског порекла.

## Тениска каријера
Почео је да тренира тенис са пет година. Узори током одрастања су му били Пит Сампрас и Марат Сафин.
Најбоља позиција на АТП листи у синглу му је 33. место од 13. августа 2012, до ког је стигао недуго након пласмана у треће коло Олимпијских игара у Лондону. Завршио је осам сезона међу 100 најбољих тенисера света (2010–15, 2017–18).
Освојио је титуле на турнирима у Нотингему 2015. и Ченгдуу 2017. Био је финалиста у Њу Хејвену 2010, Сан Хозеу 2012. и Кицбилу 2018. где је изгубио од Мартина Клижана у тек другом финалу двојице квалификаната још од 1990. Најуспешније тениске сезоне су му биле 2010. и 2013. када је имао по 32 победе.
На Азијским играма у Палембангу 2018. донео је злато Узбекистану у појединачној конкуренцији.
На Отвореном првенству Аустралије 2017. стигао је до четвртог кола као 117. тенисер света, уз добијену специјалну позивницу (Wild Card). У другом колу је савладао браниоца титуле, Новака Ђоковића, преокретом од 1:2 у сетовима, после 4 часа и 48 минута игре.
Такође, стизао је до четвртих кола Вимблдона 2012. и Отвореног првенства САД 2013. На турнирима мастерс 1000 серије најбољи резултати су му четврто коло Индијан Велса 2012. и треће коло Монтреала 2013.
Освојио је укупно дванаест челенџера у синглу (уз пет пораза у финалима), од којих последње 2018. у Чикагу и Алматију.

## Приватни живот
Истоминов отац Олег је бизнисмен, а мајка Клаудија га тренира и путује са њим. Има једног брата, Антона. У слободно време воли да игра билијар и прати фудбал, навијач је Реал Мадрида. У јуну 2011. дипломирао је физичку културу на Универзитету за физичку културу и спорт у Ташкенту. Услед саобраћајне незгоде из 2002. године није могао да хода три месеца и имао је 18 шавова на нози.

## АТП финала

### Појединачно: 5 (2:3)
| Легенда                        |
| ------------------------------ |
| Гренд слем турнири (0:0)       |
| Завршно првенство сезоне (0:0) |
| АТП мастерс 1000 (0:0)         |
| АТП 500 (0:0)                  |
| АТП 250 (2:3)                  |

| Финала по подлози |
| ----------------- |
| Тврда (1:2)       |
| Шљака (0:1)       |
| Трава (1:0)       |

| Финала по локацији |
| ------------------ |
| Отворено (2:2)     |
| Дворана (0:1)      |

| Исход     | Бр. | Датум             | Турнир                 | Подлога   | Противник        | Резултат           |
| --------- | --- | ----------------- | ---------------------- | --------- | ---------------- | ------------------ |
| Финалиста | 1.  | 29. август 2010.  | Њу Хејвен, САД         | Тврда     | Сергиј Стаховски | 6:3, 3:6, 4:6      |
| Финалиста | 2.  | 20. фебруар 2012. | Сан Хозе, САД          | Тврда (д) | Милош Раонић     | 6:7(3:7), 2:6      |
| Победник  | 1.  | 27. јун 2015.     | Нотингем, В. Британија | Трава     | Сем Квери        | 7:6(7:1), 7:6(8:6) |
| Победник  | 2.  | 1. октобар 2017.  | Ченгду, Кина           | Тврда     | Маркос Багдатис  | 3:2 (предаја)      |
| Финалиста | 3.  | 4. август 2018.   | Кицбил, Аустрија       | Шљака     | Мартин Клижан    | 2:6, 2:6           |

### Парови: 5 (3:2)
| Легенда                        |
| ------------------------------ |
| Гренд слем турнири (0:0)       |
| Завршно првенство сезоне (0:0) |
| АТП мастерс 1000 (0:0)         |
| АТП 500 (0:1)                  |
| АТП 250 (3:1)                  |

| Финала по подлози |
| ----------------- |
| Тврда (2:2)       |
| Шљака (1:0)       |
| Трава (0:0)       |

| Финала по локацији |
| ------------------ |
| Отворено (1:1)     |
| Дворана (2:1)      |

| Исход     | Бр. | Датум               | Турнир               | Подлога   | Партнер           | Противници                       | Резултат          |
| --------- | --- | ------------------- | -------------------- | --------- | ----------------- | -------------------------------- | ----------------- |
| Финалиста | 1.  | 7. октобар 2012.    | Пекинг, Кина         | Тврда     | Карлос Берлок     | Боб Брајан Мајк Брајан           | 3:6, 2:6          |
| Финалиста | 2.  | 22. септембар 2013. | С. Петербург, Русија | Тврда (д) | Доминик Инглот    | Давид Мареро Фернандо Вердаско   | 6:7(6:8), 3:6     |
| Победник  | 1.  | 19. октобар 2013.   | Москва, Русија       | Тврда (д) | Михаил Елгин      | Кен Скупски Нил Скупски          | 6:2, 1:6, [14:12] |
| Победник  | 2.  | 9. фебруар 2014.    | Монпеље, Француска   | Тврда (д) | Николај Давиденко | Марк Жикел Никола Маи            | 6:4, 1:6, [10:7]  |
| Победник  | 3.  | 2. август 2015.     | Гштад, Швајцарска    | Шљака     | Александар Бури   | Оливер Марах Ајсам-ул-Хак Куреши | 3:6, 6:2, [10:5]  |